# Commilito
Een commilito (in het meervoud commilitones) is in Vlaanderen een lid van een studentenvereniging of studentenclub. Het woord is afkomstig uit het Latijn, waar het kameraad of wapenbroeder betekent.

## Definitie
Na het deelnemen aan de specifieke doop van die studentenvereniging wordt die persoon een schacht. Na het vervolledigen van een ontgroeningsopdracht op het einde van dat (of een volgend, maar dit is zeldzaam) academiejaar is de persoon niet langer een schacht, maar een volwaardig lid van de studentenvereniging.
Alle gedoopte, actieve leden van een studentenvereniging zijn commilitones en blijven dit in principe. Leden die reeds enkele jaren in de studentenvereniging actief zijn, worden meestal aangeduid met de term anciens of ouderejaars. Personen die niet langer lid zijn van de vereniging, zijn oud-leden.

## Leuven
De clubcodex van KVHV Leuven deelt de commilitones (communitores, commitatores) in in drie categorieën:
- schachten
- ouderejaars
- oud-leden

Volgens deze codex zijn schachten de kandidaat-leden tijdens hun eerste actieve jaar binnen de vereniging, vanaf het moment van de doop in het begin van het jaar tot aan de ontgroening op het einde van het jaar. Na de ontgroening worden ze ouderejaars en zijn ze definitief lid van de vereniging. Ze blijven dit zolang ze studeren aan de universiteit of hogeschool, en dit onafhankelijk van het feit of ze actief deelnemen aan de activiteiten of niet. Eenmaal een ouderejaars zijn studie heeft beëindigd en de universiteit verlaat, wordt hij oud-lid van de vereniging, na op de cantus een zwanenzang te hebben gehouden.
De opname van een schacht in de vereniging, de overgang van schacht naar ouderejaars, en de overgang van ouderejaars naar oud-lid van de vereniging zijn plechtige momenten die binnen de vereniging met veel decorum en volgens oude tradities worden georganiseerd.

## Duitsland en Oostenrijk
In Duitsland en Oostenrijk is het begrip Kommilitone van toepassing op elke medestudent die aan de faculteit, of bij uitbreiding aan de universiteit is verbonden. Leden van studentenverenigingen spreken elkaar aan als Bundesbruder, Corpsbruder in het geval van een corps of Bundesschwester in het geval van een vrouwelijke studentenvereniging of een vrouw bij een gemengde studentenvereniging. Deze termen zijn vergelijkbaar met de wijze waarop commilito in Vlaanderen wordt gebruikt.